# Gledališki vrtiljak Lučka
Gledališki vrtiljak Lučka je gledališka sezona, namenjena prvenstveno otrokom in njihovim družinam, ki jo prireja Radijski oder v sodelovanju s Slovensko prosveto iz Trsta od leta 1996 .
Gledališki vrtiljak stremi po tem, da otrokom in njihovim družinam v Trstu ponuja kvalitetne gledališke predstave v izbrani slovenski govorici. Cenik je prilagojen družinam: prvi abonma plača celotno sezonsko ceno, drugi otrok ali spremljevalec ima abonma s popustom, ostali abonmaji za člane iste družine pa stanejo simbolični en evro. Tako lahko več generacij skupaj (saj večkrat otroke spremljajo tudi babice in dedki ali tete s strici) uživa v številnih zgodbah, ki na odru zaživijo v območju govora in giba. Tako se otroci naučijo zborno slovenščino in morda vzljubijo gledačišče. Igre so vedno izbrane po ključu, ki od vsega začetka označuje otroški gledališki abonma: v njih se prepletajo tako poučne kot zabavne vsebine. Vse predstave združujejo vrednote, ki jih je pomembno posredovati otrokom, med katerimi na primer prijateljstvo, socializacija, družina, dobrosrčnost, solidarnost.
Celih 25 let je za Gledališki vrtiljak skrbela Lučka Susič , ki je od samega začetka predstavljala dušo in motor prireditve , zato so ga v sezoni 2023-24 poimenovali po njej .
Ogled vsake predstave, ki se odvijajo v Marijinem domu pri sv. Ivanu v Trstu, spremlja tudi animacija, pri kateri Radijski oder sodeluje z društvom Melanie Klein. V okviru Gledališkega vrtiljaka Lučka se vsako leto odvija tudi likovni natečaj Moj najljubši junak, ki je namenjen malim likovnim navdušencem, saj na vsako gledališko ali lutkovno predstavo lahko otroci prinesejo risbico v zvezi s prejšnjo predstavo, ob zadnji pa je na vrsti nagrajevanje .